# ميخوط دماغي
ميخوط دماغي (الاسم العلمي:Myxobolus cerebralis) هو نوع من المواخط يتبع جنس الميخوط من الفصيلة الميخوطية.